# Dano Raffanti
Dano Raffanti (Lucca, 5 aprile 1948) è un tenore italiano specializzato nel barocco italiano e soprattutto nel repertorio del belcanto.

## Biografia
Ha studiato a Milano con Rodolfo Celletti e ha debuttato al Teatro alla Scala nel 1976, come Tomaso Cavalieri in Nottetempo di Bussotti. L'anno seguente, ha cantato in Antigone di Traetta al Festival della Valle d'Itria, dove è tornato regolarmente, interpretando Le serve rivali di Traetta, I Capuleti e i Montecchi, Fra Diavolo, Il barbiere di Siviglia, ed altre opere. Nel 1978 ha cantato Medoro nell'Orlando furioso di Vivaldi, a Verona, al fianco di Marilyn Horne, ruolo che poi ha ripreso nel suo debutto americano a Dallas nel 1980.
Nel 1981 Raffanti ha esordito al Metropolitan di New York nel ruolo di Alfredo ne La traviata, e vi ha più tardi interpretato il duca di Mantova in Rigoletto, Edgardo in Lucia di Lammermoor, Rodolfo in La bohème, il cantante italiano in Der Rosenkavalier, Nemorino ne L'elisir d'amore, e Goffredo nel Rinaldo di Handel.
Nel 1983 è apparso al Rossini Opera Festival di Pesaro ne La donna del lago, al fianco di Katia Ricciarelli, Lucia Valentini Terrani e Samuel Ramey. Ha poi debuttato nel 1984 alla Royal Opera House di Londra, come Tebaldo ne I Capuleti e i Montecchi, e all'Opéra di Parigi, nel 1985, come conte di Almaviva ne Il barbiere di Siviglia. 
Tra gli altri suoi ruoli di rilievo Ugo in Parisina d'Este di Donizetti, Elvino ne La sonnambula di Bellini, , Rinuccio in Gianni Schicchi di Puccini, il protagonista in La clemenza di Tito e Idomeneo di Mozart, in Marta di von Flotow e in Don Carlo di Verdi, personaggio quest'ultimo interpretato al Teatro Regio di Torino nel 1990.

## Videografia
- The Metropolitan Opera Centennial Gala, Deutsche Grammophon DVD, 00440-073-4538, 2009